# Airis Kira
El Airis Kira 100 pertenece a una nueva gama de portátil del tipo UMPC (ordenador personal ultra móvil), mostrado en Madrid (España) el 8 de abril de 2008, por la marca de Guadalajara (España)
El fabricante de equipos Quanta Computer y la empresa Infinity System (Airis), desarrollan esta nueva gama de portátiles en la que se incluyen diferentes modelos dependiendo del tamaño y prestaciones: Kira 100, Kira 200, Kira 300 y Kira 400.
Los nuevos Airis Kira son una gama de ordenadores portátiles pensados para la comodidad y para las nuevas utilidades que los usuarios tienen hoy en día como leer el correo, ver noticias, comunicación por voz IP, el uso de chats, en general todas las actividades relacionadas con Internet. Son compatibles con Windows XP y Linux (Linpus) y permiten ejecutar las aplicaciones más importantes de software de hoy en día.

## Historia
Debido al interés generado por el Eee PC de Asus han aparecido a lo largo del 2008 multitud de equipos con características y precio similares. Airis Kira 100 destaca por ser uno de los más económicos y completos, además de ser el primero de este tipo en venderse oficialmente en España. En este país la apuesta de Airis ha sido muy bien recibida por parte de otras marcas como Telefónica, Orange o The Phone House, que lo han incluido junto con algunas de sus ofertas de ADSL. Airis tiene la exclusiva para vender el modelo de Quanta en España, Francia y Reino Unido.

## Especificaciones
Los Airis Kira 100, 200, 300, y 400, se presentan en 4 colores, pesan aproximadamente 1 kg y tienen una pantalla de 7 pulgadas.
Vienen con un procesador VIA C7-Mobile Ultra Low Voltage a 1 GHz (compatible con la arquitectura x86 de Intel), chipset, memoria y controlador gráfico integrados. Los Airis Kira tienen 512 MiB/1 GiB DDR2 de memoria RAM, con una capacidad de almacenamiento opcional de 2 GB, 4 GB, 40 GB o 60 GB.
En el apartado de telecomunicaciones y conectividad, poseen una conexión Ethernet LAN, tarjeta inalámbrica de 802.11b/g, y un módem 56 K, mientras que para el audio y vídeo tienen una cámara web y micrófono integrado. También disponen de puertos USB 2.0 y un lector de tarjetas de memoria.

### Modelo Airis Kira 100
- CPU: VIA C7-M ULV (Ultra Low Voltage) a 1 GHz (Front Side Bus a 400 MHz, consumo máximo de 3,5 vatios)
- Chipset: VIA VX800 System Media Processor (integra el Northbridge y el Southbridge)
- Pantalla: TFT de 7 pulgadas con una resolución WVGA de 800×480. Soporta monitor interno, externo, dual.
- Gráficos: 3D/2D S3 Graphics Chrome9 HC3 integrado en el chipset con VRAM compartida de 32/64/128 MiB (configurable en BIOS).
- Memoria RAM: 512 MiB o 1 GiB DDR2 PC400 incorporada en la placa madre, no actualizable.
- Almacenamiento: Unidad de estado sólido de 2 GB
- Comunicaciones: 10/100 Mbit/s Ethernet, Modem/Fax56 kbit/s
- WLAN: 802.11 b/g
- Lector de tarjetas compatible con SD, MMC, Memory Stick, y Memory Stick Pro
- Webcam Integrada
- Salida VGA
- Sonido Alta Definición (Compatible AC´97) Micrófono y altavoces integrados
- Autonomía: duración de la batería, hasta 4 h
- Dimensiones 243×172×29 (ancho x fondo x alto)
- Sistema Operativo Linux y OpenOffice.org incluidos, o Windows XP (opcional)
- Peso:1 kg

### Modelo Airis Kira 200
- CPU: VIA C7-M ULV (Ultra Low Voltage) a 1 GHz (Front Side Bus a 400 MHz, consumo máximo de 3,5 vatios)
- Chipset: VIA VX800 System Media Processor (integra el Northbridge y el Southbridge)
- Pantalla: TFT de 7 pulgadas con una resolución WVGA de 800×480. Soporta monitor interno, externo, dual.
- Gráficos: 3D/2D S3 Graphics Chrome9 HC3 integrado en el chipset con VRAM compartida de 32/64/128 MiB (configurable en BIOS).
- Memoria RAM: 1 GiB DDR2 PC400 incorporada en la placa madre, no actualizable.
- Almacenamiento: Unidad de estado sólido de 4 GB
- Comunicaciones: 10/100 Mbit/s Ethernet, Modem/Fax 56 kbit/s.
- WLAN: 802.11 b/g
- Lector de tarjetas compatible con SD, MMC, Memory Stick, y Memory Stick Pro
- Webcam Integrada
- Salida VGA
- Sonido Alta Definición (Compatible AC´97)Micrófono y altavoces integrados
- Autonomía: Duración de la batería, hasta 4 h
- Dimensiones 243×172×29 (ancho x fondo x alto)
- Sistema Operativo Linux y OpenOffice.org incluidos, o Windows XP (opcional)
- Peso: 1 kg

### Modelo Airis Kira 300
- CPU: VIA C7-M ULV (Ultra Low Voltage) a 1 GHz (Front Side Bus a 400 MHz, consumo máximo de 3,5 vatios)
- Chipset: VIA VX800 System Media Processor (integra el Northbridge y el Southbridge)
- Pantalla: TFT de 7 pulgadas con una resolución WVGA de 800×480. Soporta monitor interno, externo, dual.
- Gráficos: 3D/2D S3 Graphics Chrome9 HC3 integrado en el chipset con VRAM compartida de 32/64/128 MiB (configurable en BIOS).
- Memoria RAM: 1 GiB DDR2 PC400 incorporada en la placa madre, no actualizable.* Almacenamiento HD:40 GB
- Comunicaciones: 10/100 Mbit/s Ethernet, Modem/Fax: 56 kbit/s
- WLAN: 802.11 b/g
- Lector de tarjetas compatible con SD, MMC, Memory Stick, y Memory Stick Pro
- Webcam Integrada
- Salida VGA
- Sonido Alta Definición (Compatible AC´97)Micrófono y altavoces integrados
- Autonomía: Duración de la batería, hasta 4 h
- Dimensiones 243×172×29 (ancho x fondo x alto)
- Sistema Operativo Linux y OpenOffice.org incluidos, o Windows XP (opcional)
- Peso:1 kg

### Modelo Airis Kira 400
- CPU: VIA C7-M ULV (Ultra Low Voltage) a 1 GHz (Front Side Bus a 400 MHz, consumo máximo de 3,5 vatios)
- Chipset: VIA VX800 System Media Processor (integra el Northbridge y el Southbridge)
- Pantalla: TFT de 7 pulgadas con una resolución WVGA de 800×480. Soporta monitor interno, externo, dual.
- Gráficos: 3D/2D S3 Graphics Chrome9 HC3 integrado en el chipset con VRAM compartida de 32/64/128 MiB (configurable en BIOS).
- Memoria RAM: 1 GiB DDR2 PC400 incorporada en la placa madre, no actualizable.
- Almacenamiento HD:60 GB
- Comunicaciones: 10/100 Mbit/s Ethernet, Modem/Fax56 kbit/s
- WLAN: 802.11 b/g
- Lector de tarjetas compatible con SD, MMC, Memory Stick, y Memory Stick Pro
- Webcam Integrada
- Salida VGA
- Sonido Alta Definición (Compatible AC´97)Micrófono y altavoces integrados
- Autonomía: duración de la batería, hasta 4 h
- Dimensiones 243×172×29 (Ancho x fondo x alto)
- Sistema Operativo Linux y OpenOffice.org incluidos, o Windows XP (opcional)
- Peso:1 kg

### Modelo Airis Kira N1070
Es el más antiguo y difiere de la serie actual en aspecto y características, además de ser bastante más caro.
- CPU: AMD Geode LX800 a 500 MHz
- Pantalla: TFT de 7 pulgadas con una resolución WVGA de 800×480. Giratoria y abatible
- Almacenamiento HD:80 GB.
- Regrabadora Slim DVD Dual externa USB 2.0
- 2xUSB, Salida VGA, Bluetooth
- Card Reader SD/MMC/MS/CF
- Wireless 802.11BG
- TouchPad + 2 Bot. (1Scroll)
- Alt. + Mic./ DC-in, Entrada/salida Audio
- Sonido Intel® High Definition Audio (Hasta 7.1)
- M/F 56 kb, Red 10/100 Mb
- Autonomía: batería 4,5 h
- Teclado completo 77 teclas
- Dimensiones 163×218×25,4/32,5 mm
- Microsoft® Windows® XP Profesional Original Incluido
- Peso: 950 g

## Software
El sistema operativo que viene preinstalado con el Airis Kira es LINPUS. Linpus es un sistema basado en Linux, aunque también puede instalar un Windows XP.
Linpus es un sistema operativo diseñado específicamente para este tipo de ordenadores portátiles, algunas de sus características son:
- Gestiona la energía de manera más eficiente.
- La interfaz de usuario está expresamente diseñada para portátiles de 4 a 7 pulgadas.
- El entorno del escritorio es totalmente configurable, ofreciéndole dos modos de escritorio: simple y avanzado.
- Es totalmente compatible, codificación UNICODE y multilingüe del entorno del escritorio.
- Compatible con una amplia gama de hardware.